# Microcytose
Une microcytose est le fait d'avoir des microcytes, c'est-à-dire des érythrocytes ou globules rouges de plus petite taille que la normale : volume globulaire moyen abaissé, inférieur à 80 fl - femtolitres. 
Certaines anémies sont microcytaires. Les causes principales d'anémies microcytaires sont les anémies par saignement chronique, les anémies par carence en fer, les anémies inflammatoires ou les thalassémies.